# Lake LA-250 Renegade

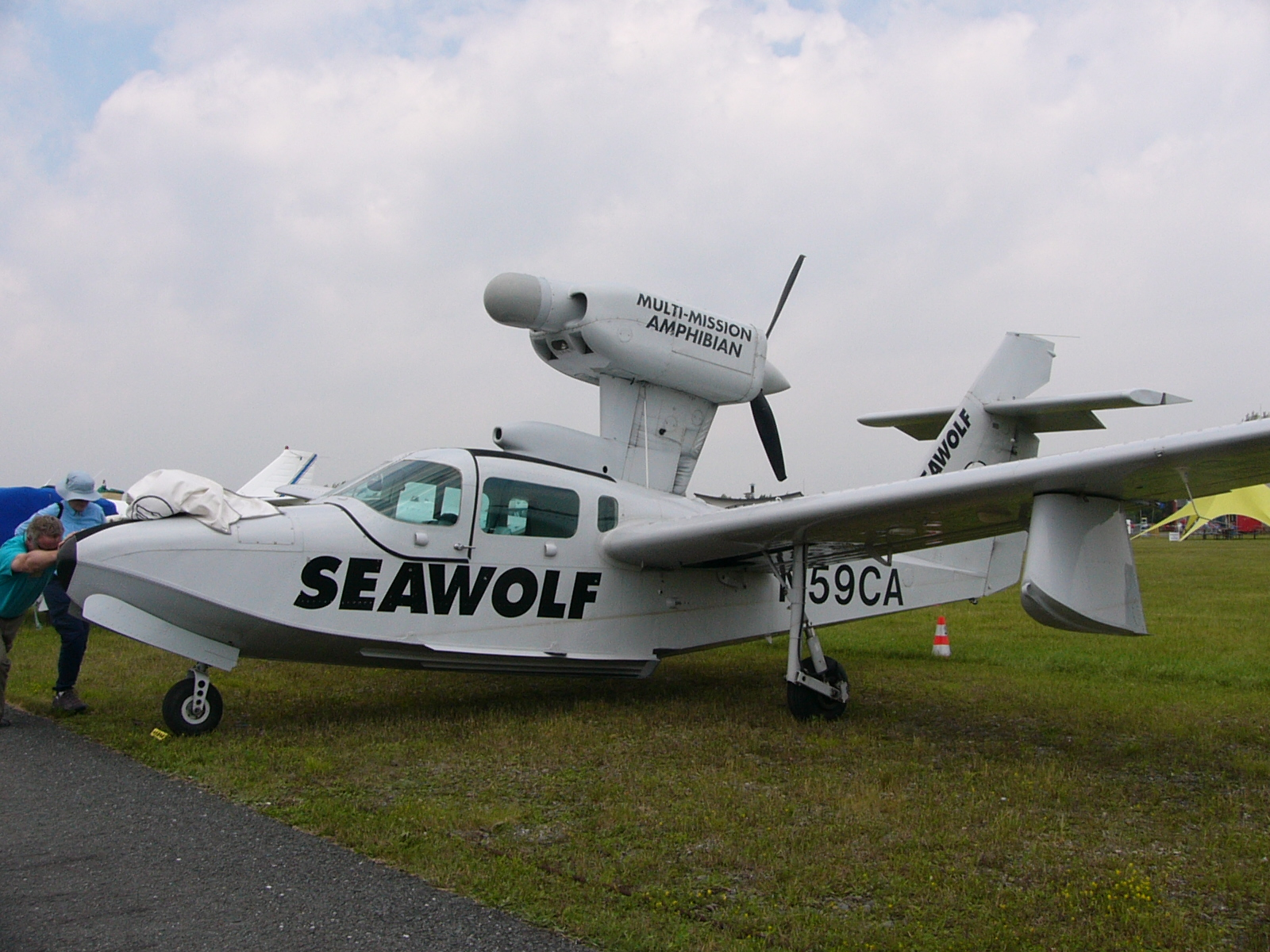
Lake LA-4-250 Seawolf.

Il Lake LA-250 Renegade è un aereo anfibio leggero da turismo prodotto dall'azienda statunitense Lake Aircraft Company dagli anni settanta ed ancora in produzione.

## Tecnica
Il Renegade è caratterizzato dal particolare aspetto comune al suo predecessore, il Colonial C-1 Skimmer ed il successivo Lake LA-4-200 Buccaneer; anfibio a scafo centrale di costruzione metallica, monoplano, monomotore in configurazione spingente collocato sopra lo scafo.
Lo scafo, realizzato in lega di alluminio, incorpora la cabina di pilotaggio chiusa a due posti affiancati più i quattro posteriori per i passeggeri. Posteriormente termina in un impennaggio cruciforme monoderiva.
L'ala a sbalzo è posizionata sulla linea mediana appena dopo la cabina di pilotaggio ed integra i due galleggianti equilibratori collegati alla parte inferiore delle semiali.
Il Renegade è inoltre dotato di un carrello d'atterraggio triciclo anteriore, completamente retrattile all'interno dello scafo, che ne consente le operazioni di decollo ed atterraggio anche da una pista aeroportuale.
La propulsione è affidata ad un motore Avco Lycoming IO-540-C4B5, un 6 cilindri a cilindri contrapposti raffreddato ad aria e dotato di impianto di iniezione, capace di erogare una potenza di 250 hp (186 kW); questo è collocato in una gondola dorsale in posizione spingente e collegato alla parte superiore dello scafo tramite un singolo pilone verticale.

## Varianti
LA-250 Renegade
sviluppo del Buccaneer caratterizzato dall'incremento delle misure della fusoliera di 97 cm (38 in), sei posti a sedere e motorizzazione Avco Lycoming IO-540-C4B5.
LA-250 Seawolf
versione ad uso militare del Renegade dotata di piloni subalari e radar dedicati.
LA-270 Turbo Renegade
sviluppo dell'originale Renegade equipaggiato con un motore sovralimentato Lycoming TIO-540-AA1AD da 270 hp (200 kW).
LA-270 Seafury
versione Renegade per operare in acque salmastre.